# Kolk (Heidmark)

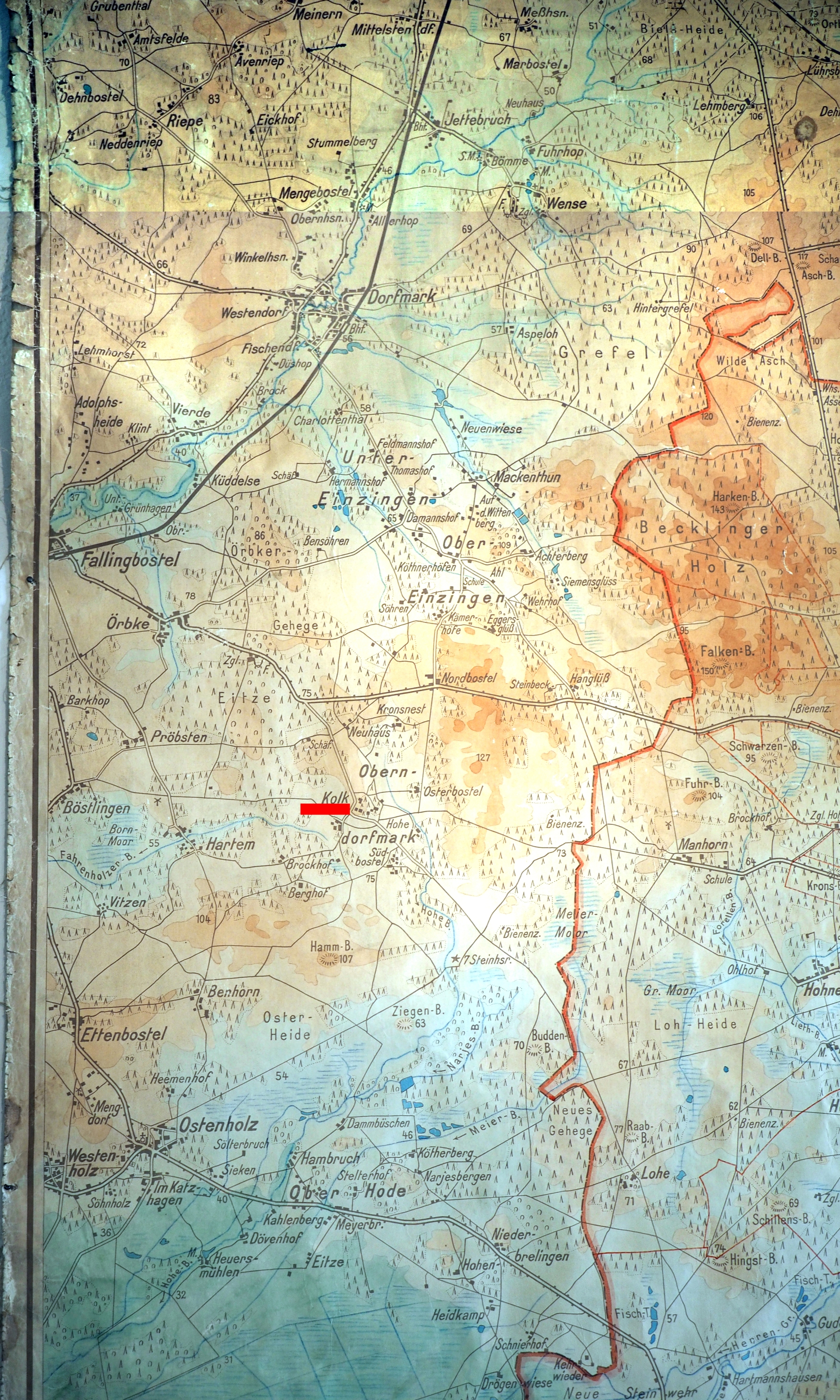
Historische Karte der Ostheidmark

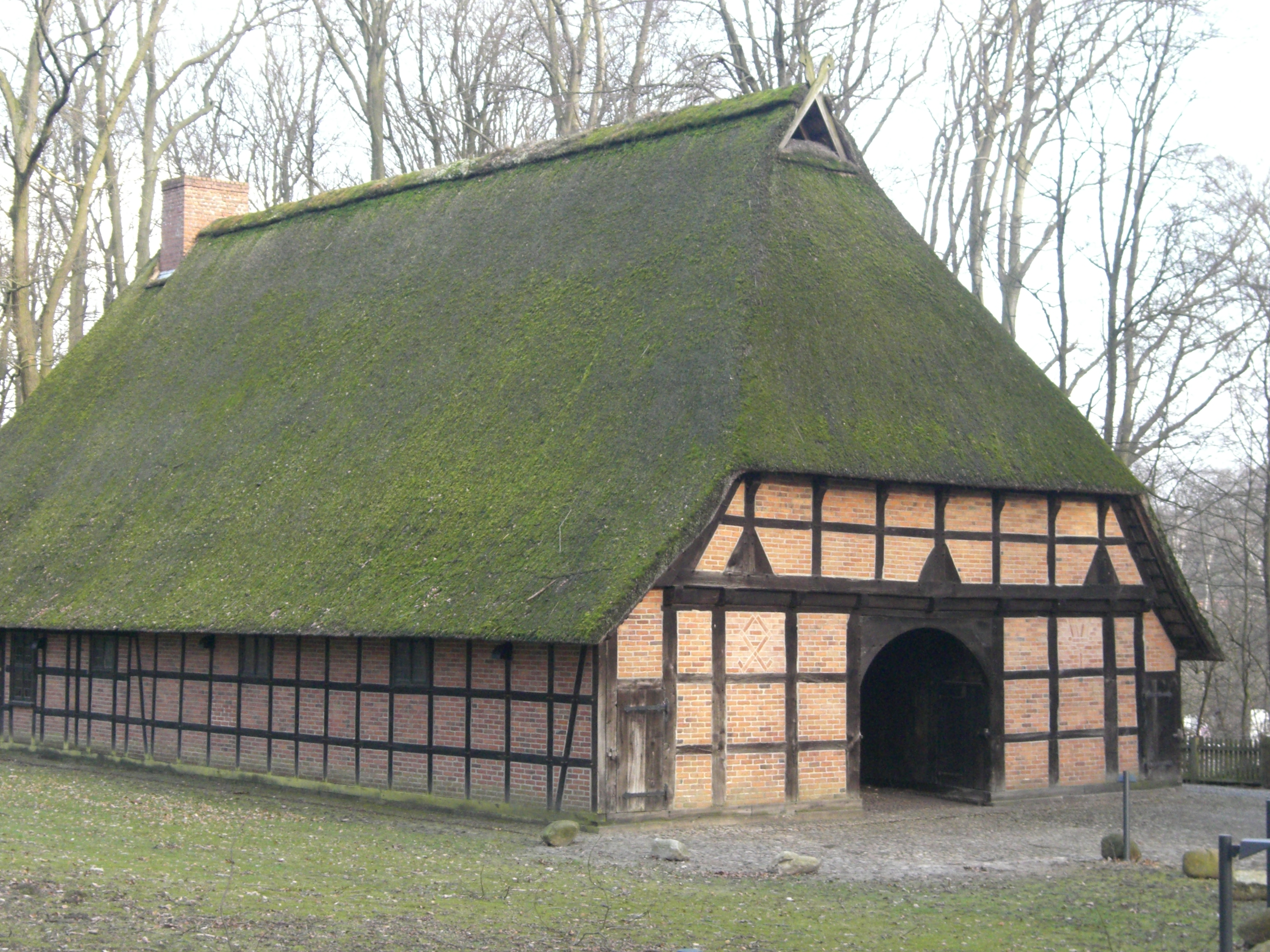
Zweiständerhaus von 1642, ehemals der Hof Buchholz (Bookholts Hof) aus dem Ort Kolk. Heute als „Hof der Heidmark“ in Bad Fallingbostel.

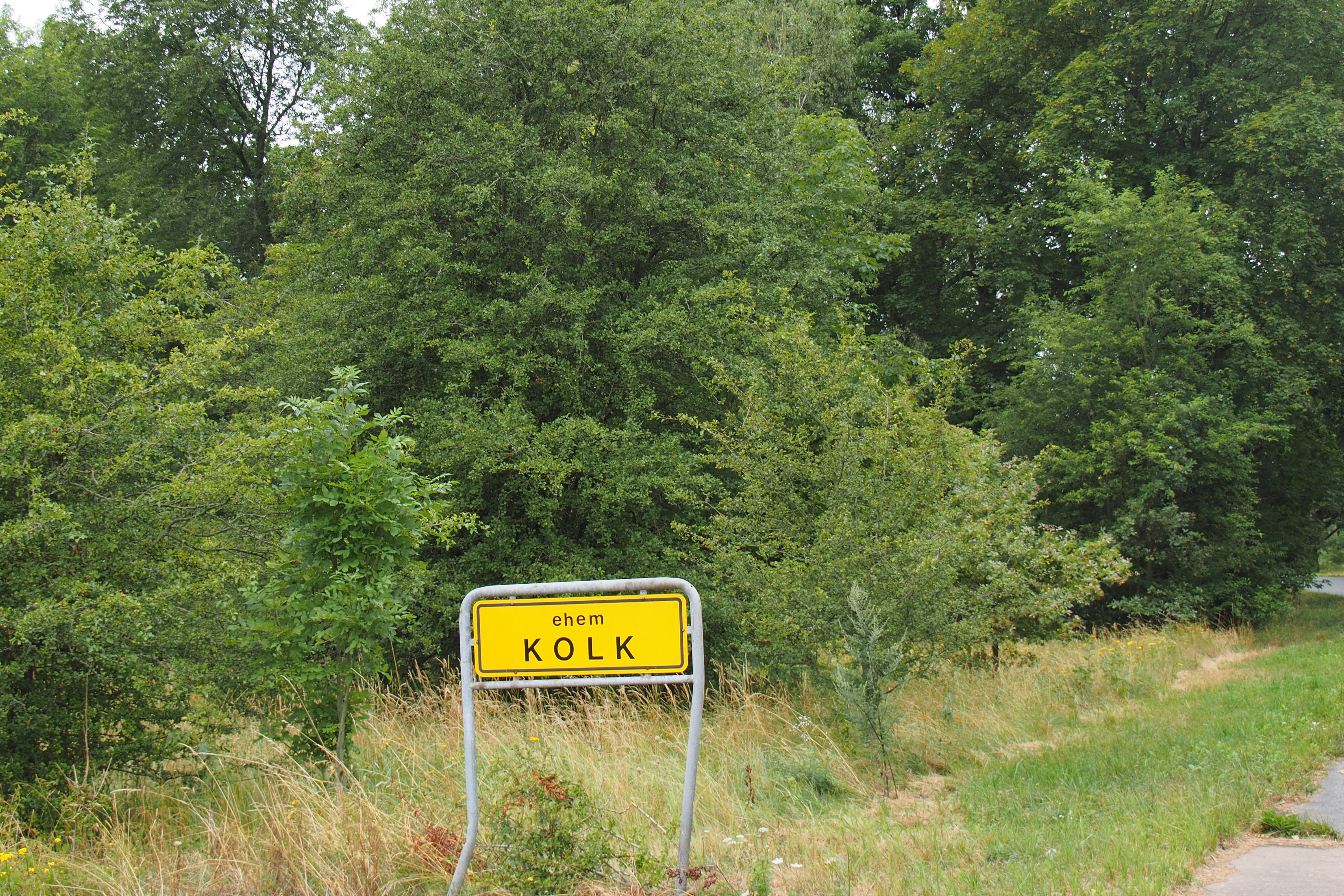
Hinweisschild auf den ehemaligen Ort Kolk

Kolk war ein Ort in der Gemeinde Oberndorfmark in der Ostheidmark im Altkreis Fallingbostel, heute gemeindefreier Bezirk Osterheide im Landkreis Heidekreis, in der Nähe von Walsrode in der Lüneburger Heide.

## Geschichte
Kolk wurde 1337 und 1338 im Urkundenbuch des Klosters St. Johannis Walsrode erstmals urkundlich erwähnt, als „kolege“ bzw. „college“. Der Name Kolk dürfte wohl „rundes Wasserloch“ bedeuten.
In Kolk lebten vor allem Heidebauern. Ihr Haupterwerb war bis weit in das 19. Jahrhundert die Schnuckenhaltung.
An der Landstraße Oerbke - Oberndorfmark lag etwa 200 Meter westlich am Waldrand die Schäferei Kolk. Sie gehörte zu dem großen Kolkhof. Wie der Name Schäferei schon andeutet, waren hier am Rande des Hofes die Schafe des Bauern untergebracht und die Wohnung für den Schäfer erbaut. Im Zuge der Errichtung des Truppenübungsplatzes Bergen erfolgte vom Sommer 1935 bis Mai 1936 die Umsiedlung der Bevölkerung und die Räumung des gesamten Gebietes. Die Hofbesitzer wurden entschädigt, die Gebäude wurden zum größten Teil abgerissen.

Kolk
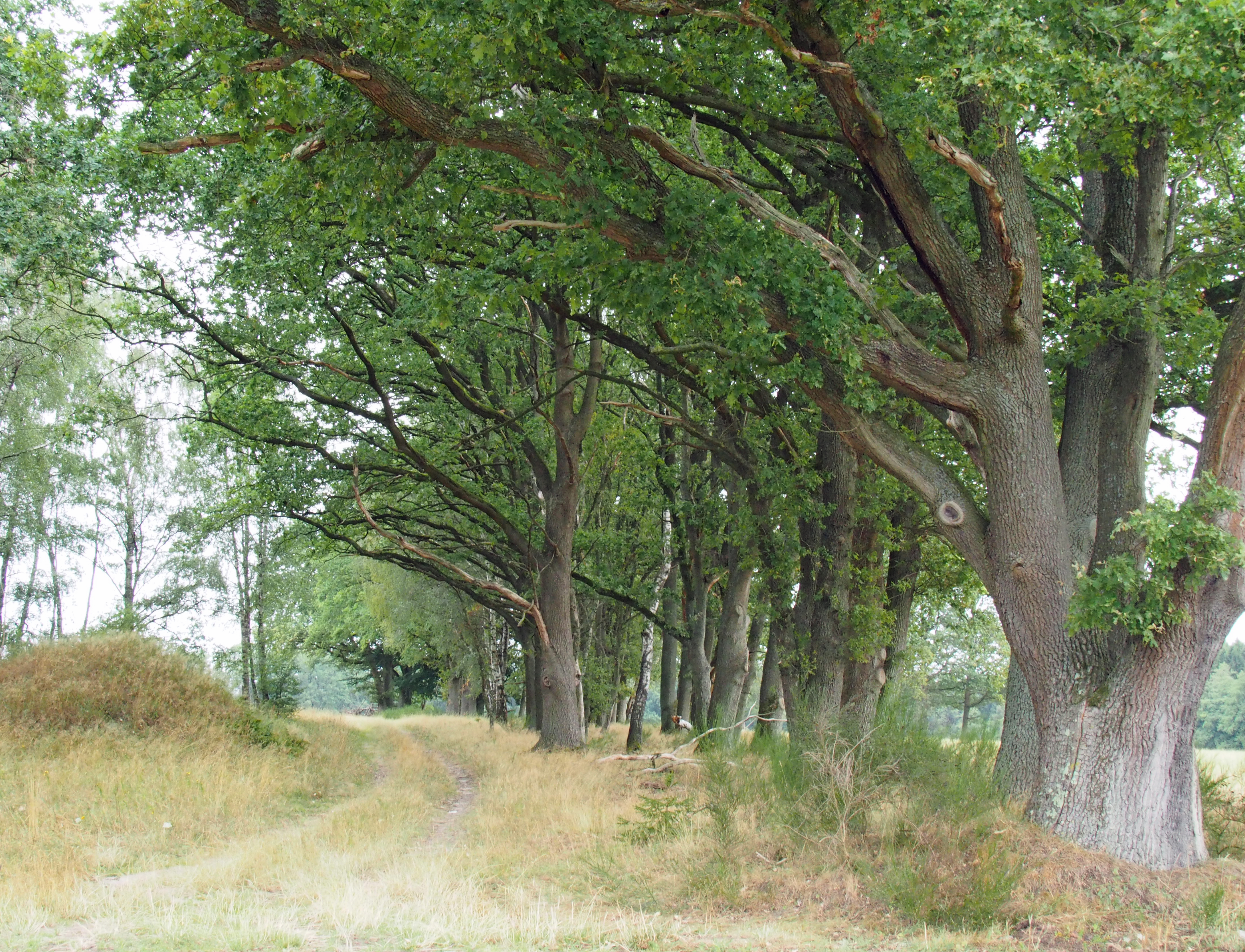
Eichenallee
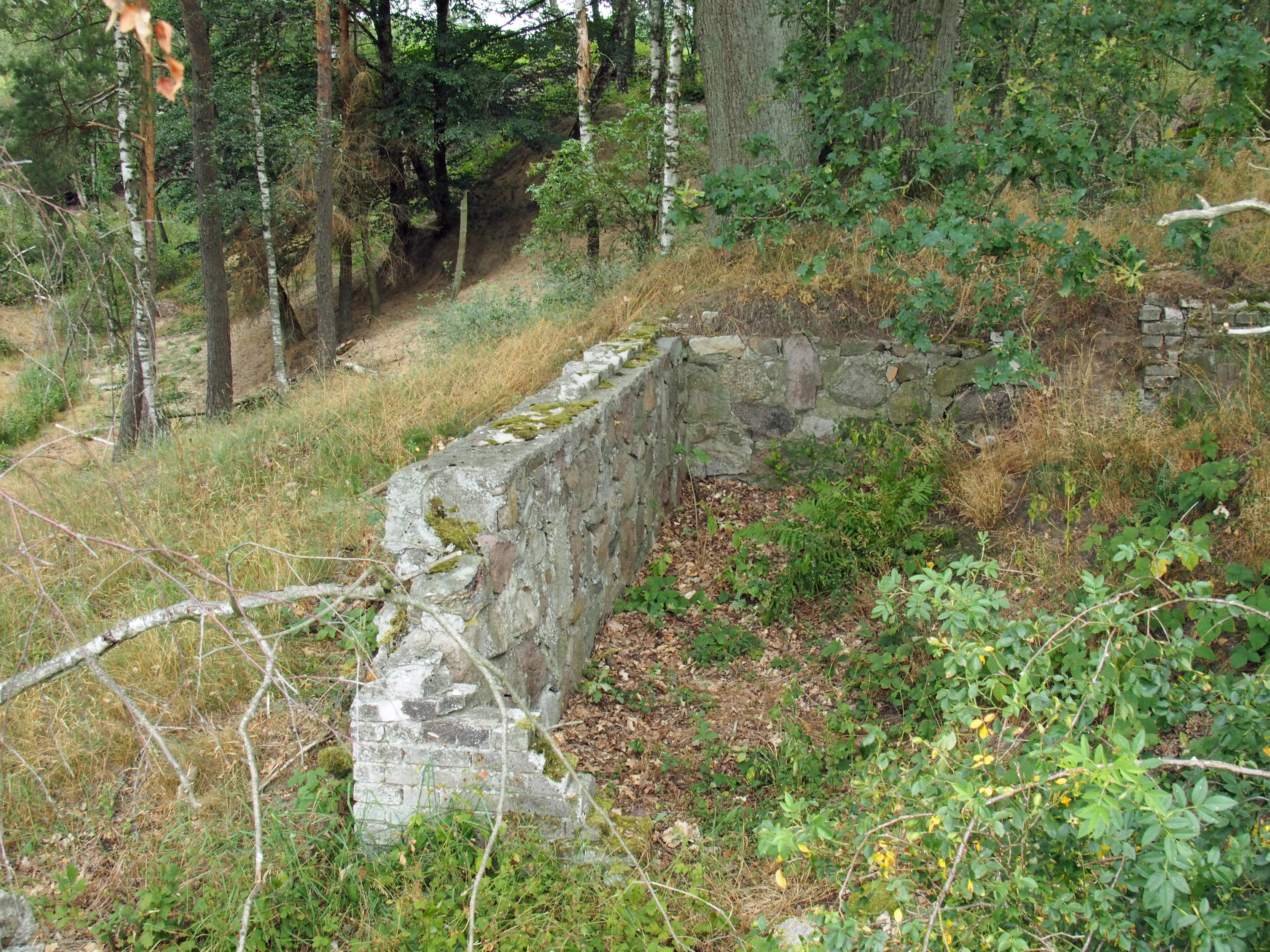
Fundamentreste